# Jan Krug

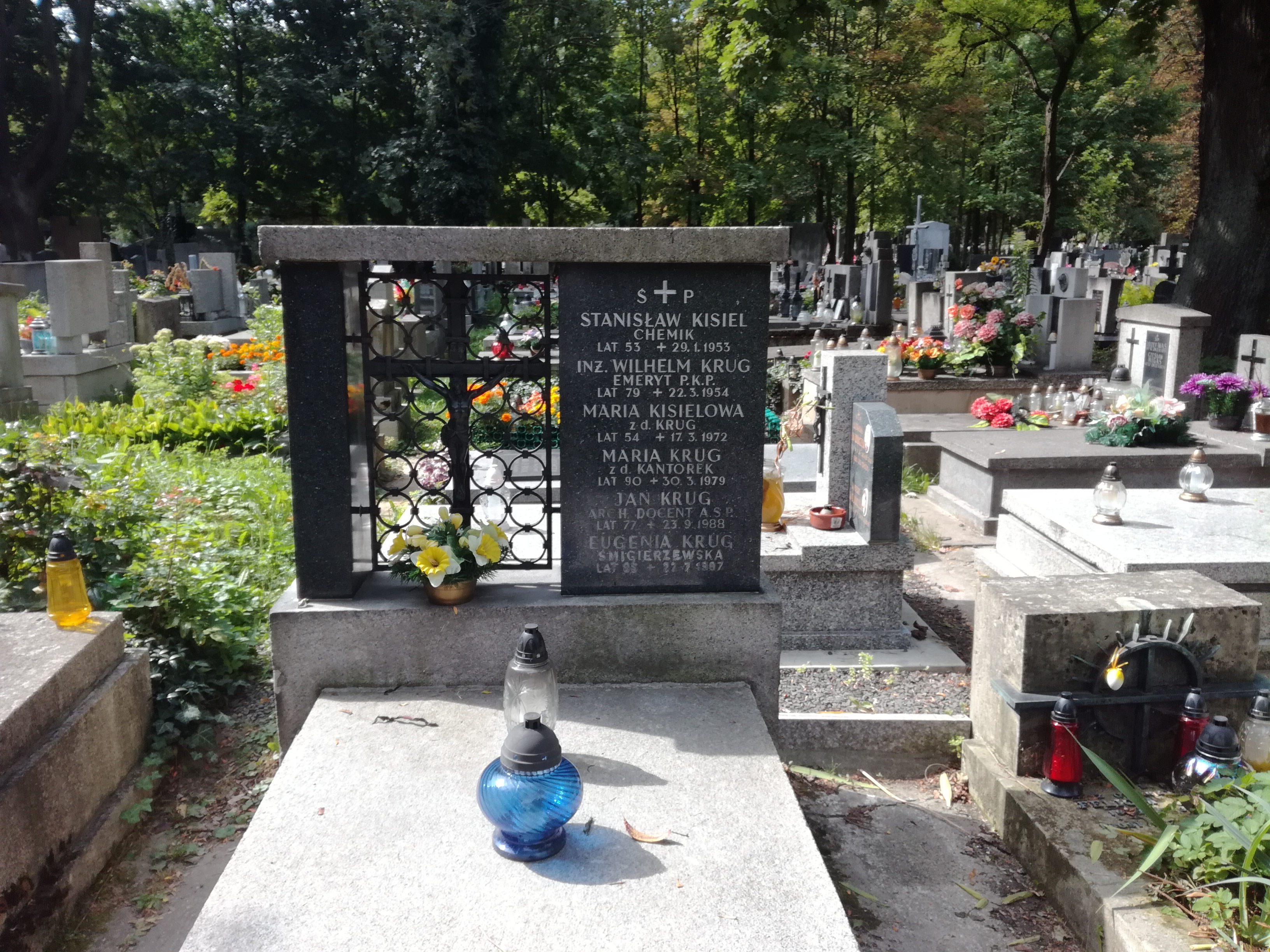
Grób Jana Kruga na cmentarzu Rakowickim w Krakowie

Jan Krug (ur. 24 maja 1911 w Wadowicach, zm. 23 września 1988) – polski architekt.

## Życiorys
Absolwent Wydziału Architektury Politechniki Lwowskiej (dyplom 1939). W latach 1949–1987 był profesorem Wydziału Architektury Wnętrz Akademii Sztuk Pięknych w Krakowie. W latach 1955–1957 dziekan Wydziału Architektury Wnętrz ASP w Krakowie. Odznaczony Krzyżem Kawalerskim Orderu Odrodzenia Polski (1958).
Został pochowany na cmentarzu Rakowickim w Krakowie (kwatera XXXIV-pn.-12).

## Realizacje architektoniczne
- Kalwaria Panewnicka (1936)[4]

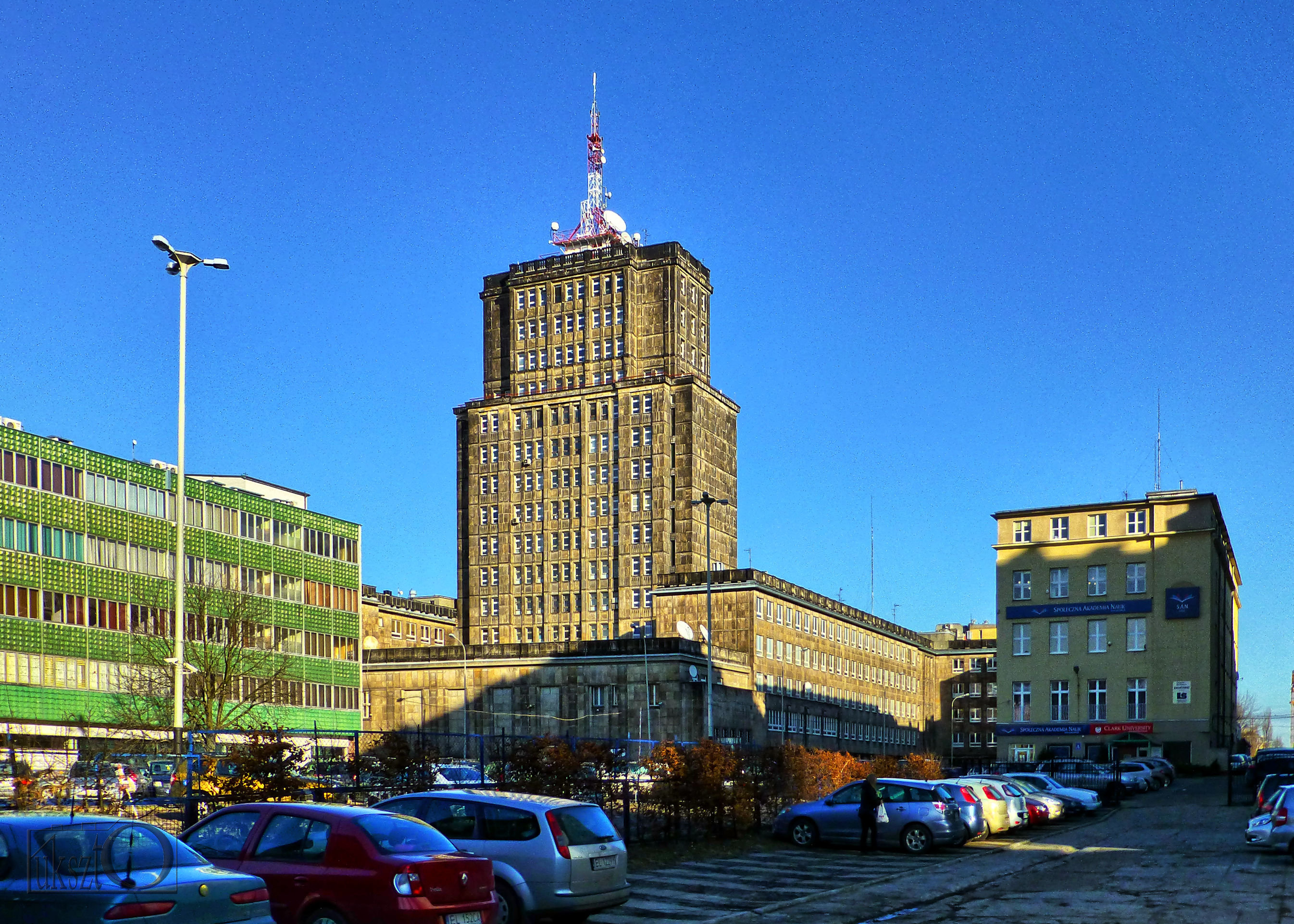
Wieżowiec Centrali Tekstylnej w Łodzi (2016)

- Wieżowiec Centrali Tekstylnej w Łodzi (1951–1955)[5][6]
- Kompleks KS-u Korona w Krakowie (1958–1960)[7]
- Pomnik Wdzięczności Żołnierzom Armii Czerwonej w Sanoku (1976/1977)[8][9]